# Goryōkaku Tower
La torre di Goryōkaku o Goryōkaku Tower (五稜郭タワー?, Goryōkaku Tawā) è una torre panoramica sita a Hakodate nell'isola di Hokkaidō in Giappone.
Inaugurata il 1º aprile 2006, è alta 107 m e possiede un ristorante giapponese panoramico.
Circondata da un fossato pieno di acqua, la torre ha una sezione a stella, che richiama il perimetro del forte che sovrasta.

Vista aerea del parco di Goryōkaku a Hakodate
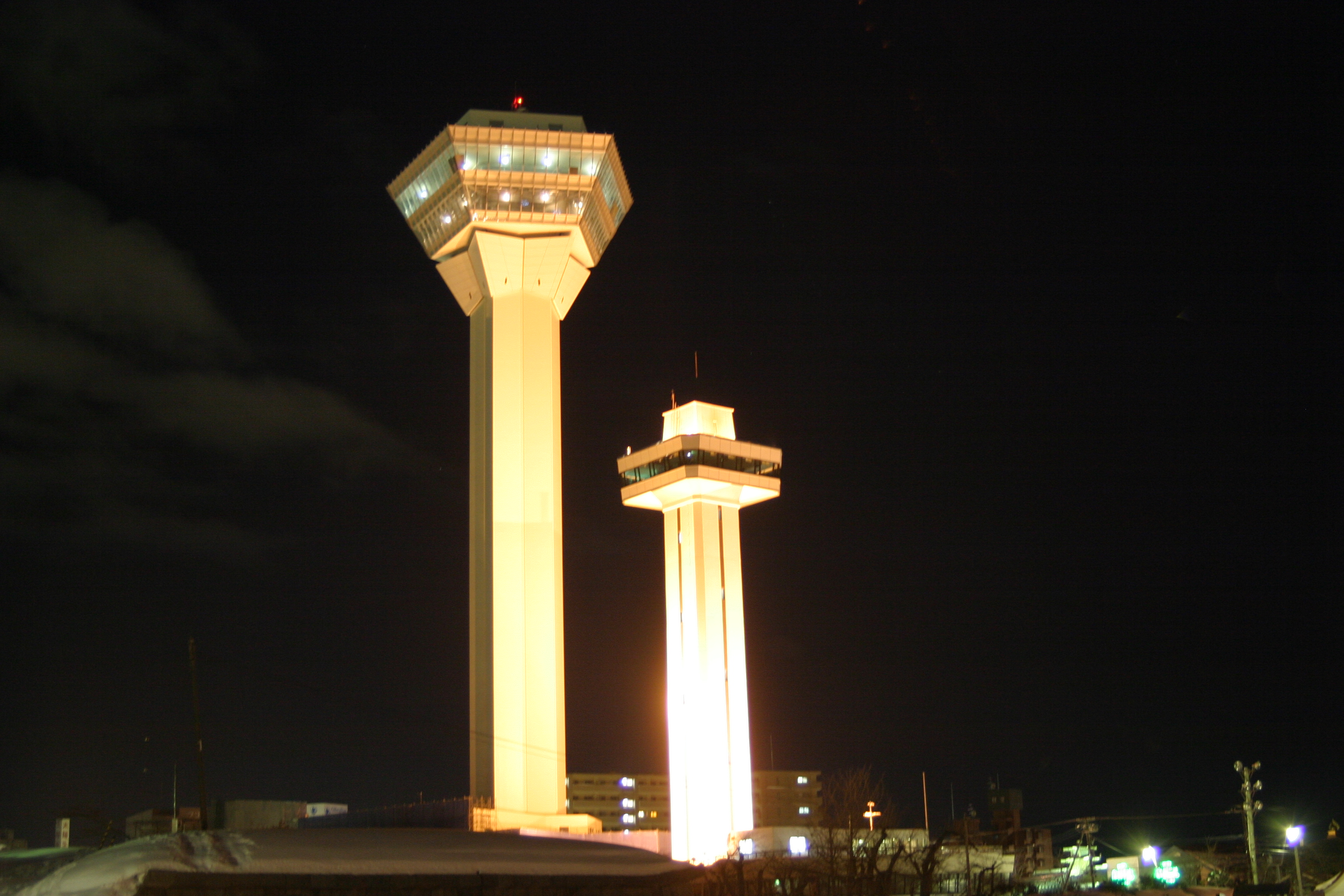
La torre di Goryōkaku di notte